# Darren Kelly
Darren Michael Kelly (Forrestville, 28 agosto 1978) è un ex cestista statunitense, professionista in Europa, Africa e Asia.